# Rhodamnia pachyloba
Rhodamnia pachyloba är en myrtenväxtart som beskrevs av Andrew John Scott. Rhodamnia pachyloba ingår i släktet Rhodamnia och familjen myrtenväxter. Inga underarter finns listade i Catalogue of Life.